# Simona Ahrnstedt
Simona Milena Ahrnstedt, ursprungligen Simona Dvorak, född 10 september 1967 i Prag, är en svensk psykolog och författare inom genren romance. Hennes böcker är utgivna i 23 länder. Ahrnstedt har sålt över en miljon böcker.
Hon har givit ut en trilogi kärleksromaner som utspelar sig i historisk miljö. Överenskommelser utspelar sig på 1880-talet, Betvingade år 1349 och De skandalösa år 1685. Den gemensamma nämnaren är det fiktiva slottet Wadenstierna, som de tre manliga huvudpersonerna är ägare till under de tre olika tidsperioderna.
År 2014 kom den första boken i en trilogi som utspelar sig i nutid, med moderna yrkeskvinnor i centrum: En enda natt, (utgiven 2014) En enda hemlighet (utgiven 2015) och En enda risk (utgiven 2016). Bokserien har även utgivits i USA. 
2017 kom den fristående romanen Allt eller inget, som belönats med guldbok, då den sålt i över 100 000 exemplar i Sverige. Allt eller inget är den första boken inom genren romance som belönats med guldbok. Produktionsbolaget Unlimited Stories har förvärvat option på filmrättigheterna till Allt eller inget. 
Strax innan alla hjärtans dag 2018 kom den fristående romanen Alla hjärtans mirakel. År 2018 startade Ahrnstedt, tillsammans med universitetslektorn Pamela Schultz Nybacka, den litterära agenten Anna Frankl och förläggaren Ebba Östberg, Romanceakademin, en modern litterär akademi med syfte att stärka genrens ställning i Sverige.
Ahrnstedt är medgrundare till Romanceakademin och ambassadör för förlaget Lovereads och hon representeras av Salomonsson Agency. 